# Scleropages leichardti
Scleropages leichardti är en fiskart som beskrevs av Günther, 1864. Scleropages leichardti ingår i släktet Scleropages och familjen Osteoglossidae. IUCN kategoriserar arten globalt som nära hotad. Inga underarter finns listade i Catalogue of Life.